# Teatro della spontaneità

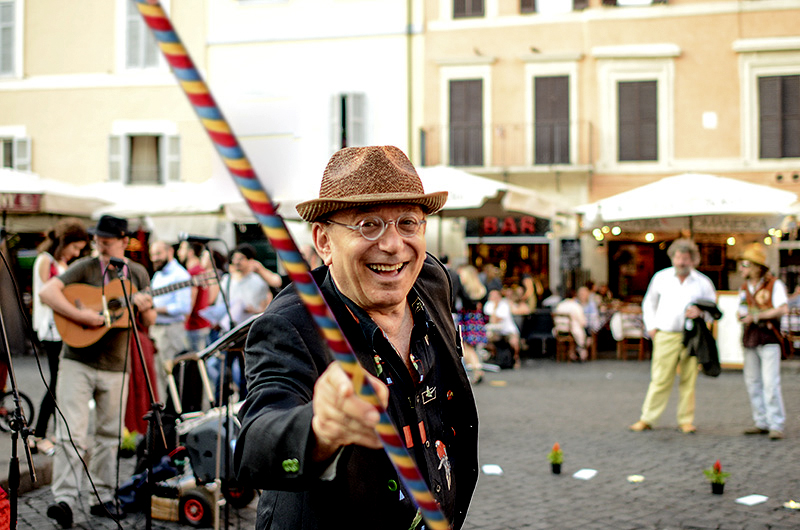
Teatro della Spontaneità a Campo de fiori di Roma per L'amore in piazza (Ordine degli psicologi Lazio, 2017)

Il Teatro della Spontaneità (Stegreiftheater) è una forma di teatro creato da Jacob Levi Moreno negli anni venti a Vienna e continuato nei primi anni successivi all'emigrazione di Moreno negli U.S.A.. Nei primi esperimenti di Teatro della Spontaneità che Moreno propose a Vienna, un gruppo di attori di professione metteva in scena a soggetto i conflitti della vita reale proposti dal pubblico o eventi di cronaca tratti dai quotidiani (Giornale Vivente) per dimostrare che non c'erano state prove. Lo Stegreiftheater è il precursore dello psicodramma e del sociodramma . 
In un clima culturale decadente e consumistico di cui Karl Kraus disse: Un tempo a Vienna le scene erano vecchie e gli attori veri, oggi accade il contrario, Moreno nel 1921 fondò per reazione il Teatro della Spontaneità il 1 aprile che nella tradizione austriaca è chiamato il giorno dei pazzi. La prima dimostrazione di teatro improvvisato avvenne senza copione né attori: Moreno piazzò una poltrona vuota sul palco della Komodienhaus e propose agli spettatori di salire per giocare a soggetto il ruolo del Re, suscitando nel pubblico un panico paragonabile ai primi esperimenti di cinema dei fratelli Lumière a Parigi nel 1895. Secondo Giuseppe Bartolucci: Moreno ne Il teatro della spontaneità in effetti mescolava i suoi mitici ricordi di animazione nei parchi di Vienna, con prostitute e bambini, su alcune disposizioni di gioco drammatico spontaneo su tecniche e modalità fuori campo, e così attirava e si faceva odiare per la sua diretta partecipazione e per la sua oggettiva esperienza. 
In seguito a questo esperimento drammaturgico, Moreno disegnò un Teatro a pianta centrale con palchetti a corolla e lo presentò a Vienna all'Esposizione Internazionale delle Nuove Tecniche di Teatro organizzata dall'architetto Fredrich Kiesler nel 1924. 
Il Teatro della Spontaneità si contrappone alle cosiddette conserve culturali del teatro e in generale alle normali produzioni con finalità commerciali, basate sul copione, lo spartito di un'opera d'arte elaborata, finita e distribuita nei luoghi deputati: cinema, teatri, librerie, musei. Questa polarità di Moreno tra il fattore Spontaneità (allargato al pubblico come nel Living Theater) e l'opera creata è vicina a quella del conflitto Vita/Forma che il critico Adriano Tilgher ha evidenziato nel teatro di Luigi Pirandello e in particolare nella trilogia del Teatro nel teatro, nella commedia Il berretto a sonagli e nella tragedia Enrico IV.
Il Teatro della Spontaneità ha diversi punti di contatto con il playback theatre di Jonathan Fox in cui una compagnia di attori specializzati improvvisa la messa in scena di una situazione descritta da un membro del gruppo che osserva la messa in scena da spettatore: l'idea e gli sviluppi del playback theatre sono nati in America su presupposti culturali e clinici diversi da quelli di Moreno.
Dal punto di vista della psicoterapia moderna il Teatro della Spontaneità, in quanto privo di un copione e di una regia, può costituire, secondo alcuni registi, una versione teatrale dell'immaginazione attiva teorizzata da Jung e Marie- Louise von Franz. In questa ottica la parola spontaneità sta al posto del termine inconscio in quanto invita i membri di un gruppo a un'espressione libera dei loro conflitti interni ed esterni non meno di quanto lo sia la creazione di un'opera teatrale come Sei personaggi in cerca d'autore dove i fantasmi personali di Pirandello emersero spontaneamente dal suo inconscio perché lo scrittore li accettasse e li trasformasse in personaggi di un dramma.